# Vlag van Oise

Vlag van Oise

De vlag van Oise is de niet-officiële vlag van het Franse departement Oise. Net als de meeste andere departementen van Frankrijk heeft Oise geen officiële vlag, maar wordt de hier rechts afgebeelde vlag op niet-officiële wijze gebruikt. De vlag is afgeleid van het wapen van dit departement.
De vlag is verdeeld in twee diagonaal gescheiden helften:
1. Bovenste helft:
  - Blauwe en gele diagonale strepen die elkaar afwisselen.
2. Onderste helft:
  - Een blauwe achtergrond bezaaid met gouden lelies.
3. Witte diagonale balk:
  - Deze scheidt de twee helften van de vlag.

Het ontwerp combineren die van de voormalige provincie Ponthieu met die van de voormalige provincie Île-de-France. De schuinbalk stelt de rivier de Oise voor.
Naast deze vlag is er een logovlag in gebruik.

Vlag van Ponthieu
Historische vlag van Île-de-France
Logovlag